# Borassodendron machadonis
Borassodendron machadonis es una especie de palmera perteneciente a la familia Arecaceae. Se encuentra en Malasia y Tailandia en los bosques de tierras bajas a una altitud de hasta 500 metros. Está considerada en peligro de extinción por la pérdida de hábitat.

## Taxonomía
Borassodendron machadonis fue descrita por (Ridl.) Becc. y publicado en Webbia 4: 361. 1914.
Etimología
Borassodendron: nombre genérico compuesto del nombre del género Borassus y dendron = "árbol.
machadonis: epíteto
Sinonimia
- Borassus machadonis Ridl.	[3][4]